# Orthrius cylindricus
Orthrius cylindricus là một loài bọ cánh cứng trong họ Cleridae. Loài này được Gorham miêu tả khoa học năm 1876.